# Episodi di Alex Rider (seconda stagione)
La seconda stagione della serie televisiva Alex Rider, composta da 8 episodi, è stata distribuita in Italia su Amazon Prime Video il 3 dicembre 2021.
| n° | Titolo originale | Titolo italiano | Pubblicazione Regno Unito | Pubblicazione Italia |
| -- | ---------------- | --------------- | ------------------------- | -------------------- |
| 1  | Surf             | Surf            | 3 dicembre 2021           | 3 dicembre 2021      |
| 2  | Hunt             | Caccia          | 3 dicembre 2021           | 3 dicembre 2021      |
| 3  | Mirror           | Mirror          | 3 dicembre 2021           | 3 dicembre 2021      |
| 4  | Serpent          | Serpent         | 3 dicembre 2021           | 3 dicembre 2021      |
| 5  | Threats          | Minacce         | 3 dicembre 2021           | 3 dicembre 2021      |
| 6  | Heist            | Rapine          | 3 dicembre 2021           | 3 dicembre 2021      |
| 7  | Assassin         | Assassino       | 3 dicembre 2021           | 3 dicembre 2021      |
| 8  | Strike           | Strike          | 3 dicembre 2021           | 3 dicembre 2021      |

## Surf
- Titolo originale: Surf
- Diretto da: Rebecca Gatward
- Scritto da: Guy Burt

### Trama
Convinto di essersi lasciato il passato da spia alle spalle, Alex Rider è invece costretto ad andare in terapia perché tormentato da continue visioni dell'uomo con la cicatrice incontrato a Point Blanc. Dopo aver quasi aggredito un uomo che aveva immaginato essere Gregorovitch, Alex è sempre più preoccupato per il proprio benessere psico-fisico e teme che non potrà più tornare a condurre una vita da normale adolescente. Jack, che è appena stata assunta come stagista in uno studio legale, propone ad Alex e Tom di trascorrere le imminenti vacanze di metà anno scolastico a surfare in Cornovaglia, ritenendo che Alex abbia bisogno di staccare dalla routine.
In Cornovaglia Alex conosce Sabina, una coetanea che si trova in vacanza assieme al padre, un giornalista che sta scrivendo un libro su Damien Cray, l'inventore del videogioco di successo Feathered Serpent che sta spopolando presso Tom e gli adolescenti. Sabina invita Alex nella casetta che lei e il padre Ed hanno affittato, dove il genitore si lamenta della connessione wi-fi non funzionante. Uscendo dall'abitazione, Alex è convinto di aver visto nuovamente Gregorovitch, ma questa volta decide di non dar peso a quello che pensa essere l'ennesimo scherzo del suo cervello impazzito. Tuttavia, poco dopo avviene un'esplosione che distrugge la casetta di Sabina ed Ed, tratto in salvo da Alex. La polizia ritiene che l'esplosione sia stata causata da una fuga di gas, ma Alex sa benissimo che il tecnico della wi-fi era Gregorovitch. Quando i poliziotti iniziano a sospettare di Alex, il giovane li invita a contattare il numero segreto dell'MI6, il quale però risulta essere inesistente.
Tornato a Londra, Alex raggiunge il quartier generale segreto dell'MI6, trovandolo vuoto. Alex si accorge della presenza di una telecamera, collegata al computer di Alan Blunt che lo osserva dall'altra parte dello schermo. Quando la signora Jones gli chiede se ha visto qualcosa di strano, Blunt risponde di no.

## Caccia
- Titolo originale: Hunt
- Diretto da: Rebecca Gatward
- Scritto da: Guy Burt

### Trama
Stati Uniti, sei mesi prima. Il quartier generale della CIA a Langley è vittima di un attacco hacker, fortunatamente privo di conseguenze, il cui obiettivo era trafugare i codici nucleari. Tutti restano sorpresi nello scoprire che l'attacco non proveniva dai nemici storici Russia e Cina, bensì dal Regno Unito.
Presente. La vicedirettrice della CIA Jo Byrne arriva a Londra per incontrare Blunt e la signora Jones, mettendoli al corrente del fallito attacco hacker di sei mesi prima. Il responsabile è individuato in Smoking Mirror, un pirata informatico sulle cui tracce c'era già Ed per avere informazioni riguardanti Damian Cray. Smoking Mirror gli suggerì di lasciar perdere, poiché si stava immischiando in cose troppo pericolose, consiglio che però il padre di Sabrina scelse di non seguire. Andato in ospedale a trovare Ed, Alex vede un uomo tentare di entrare nella sua stanza e lo insegue, perdendone le tracce. Desideroso più che mai di trovare Blunt, Alex si fa dire da David Friend (il miliardario che si finse suo padre nella missione Point Blanc) il nome del circolo esclusivo che l'uomo frequenta. Teleguidato da Tom, Alex insegue la macchina di Blunt che lo conduce a casa di Smoking Mirror. L'hacker riesce a fuggire, con Alex che viene fermato dagli uomini dell'MI6.
Alex è condotto nel nuovo quartier generale dell'MI6, dove riferisce a Blunt quanto avvenuto in Cornovaglia. Blunt non crede alle sue parole, affermando che non può aver visto Gregorovitch perché l'MI6 lo sta tenendo d'occhio ed è stato localizzato in Birmania. Mentre la signora Jones è disposta a collaborare nuovamente con Alex, Blunt ritiene invece che questa volta la missione è troppo grande per un ragazzo così giovane. Alex se ne va seccato perché anche Blunt, come quei poliziotti in Cornovaglia, lo ritiene un pazzo. La signora Blunt cerca di consolarlo, ma Alex è risoluto nel voler agire anche senza il loro consenso.

## Mirror
- Titolo originale: Mirror
- Diretto da: Rebecca Gatward
- Scritto da: Guy Burt

### Trama
Damien Cray annuncia che tra pochi giorni verrà pubblicato globalmente l'attesissimo secondo capitolo di Feather Serpent. Il miliardario giunge a Londra perché ha concluso una partnership con la comunità di recupero della tossicodipendenza East London, cui verrà devoluta parte dei profitti delle vendite dei videogioco. Jack e il suo collega Dan vengono incaricati dallo studio legale di supervisionare questa operazione. L'MI6 non ha alcuna idea di come rintracciare Smoking Mirror, abile nel distruggere tutti i suoi device. L'uomo si nasconde presso un gruppo di hacker, con un volo per il Montenegro programmato tra una settimana.
Nonostante gli avvertimenti ricevuti, Alex è determinato a indagare per conto proprio. Il ragazzo va a casa di Sabina, accorgendosi dal disordine che qualcuno si è intrufolato alla ricerca di informazioni. Trovando un biglietto di Ed con scritto un appuntamento fissato con Smoking Mirror, Alex chiede a Sabina di poter accedere al computer del padre. Quando entrano in una cartella vuota con scritto il nome di Smoking Mirror, costui dal suo nascondiglio li scopre e va a caccia di informazioni sul conto di Alex. Nel frattempo, Tom aveva ripreso con il cellulare la motocicletta guidata da Smoking Mirror quando è fuggito dall'MI6. Alex comunica quest'informazione a Smithers, aiutando così l'MI6 ad avere l'aggancio decisivo per individuare Smoking Mirror. Quella sera la casa di Alex è vittima di un attacco hacker da parte dello stesso Smoking Mirror, il quale invita il ragazzo a lasciarlo in pace. Alex risponde che vuole incontrarlo, convincendo Smoking Mirror ad abbandonare il suo rifugio e vederlo di persona.
Alex e Smoking Mirror si incontrano in un container. L'hacker è disponibile a chiudere un accordo con lui in cambio di informazioni, ma il loro colloquio è bruscamente interrotto dall'arrivo di Gregorovitch. Alex si nasconde e osserva il russo uccidere Smoking Mirror. Dopodiché Alex viene scoperto da Gregorovitch che lo insegue sparandogli. Nonostante lo avesse quasi abbrancato, non appena si accorge che si tratta di Alex, Gregorovitch ha un tentennamento e lo lascia andare via. L'MI6 accorre sulla scena e trova il cadavere di Smoking Mirror.

## Serpent
- Titolo originale: Serpent
- Diretto da: Rebecca Gatward
- Scritto da: Guy Burt

### Trama
Jack viene convocata dal preside della scuola di Alex, il cui rendimento scolastico ultimamente è peggiorato, oltre a essersi presentato con i segni al volto della fuga da Gregorovitch. Jack si prende la colpa di tutto, assicurando che la situazione personale del ragazzo tornerà alla normalità. Alex sceglie di essere sincero con Sabina, raccontandole la verità sul suo "passatempo" da spia, con il risultato però di agitarla e farsi dare del pazzo. Damien Cray organizza un'anteprima di Feather Serpent 2, invitando i migliori giocatori a sfidarsi in un evento streaming che metterà in palio la prima copia del videogioco, la cui uscita ufficiale è tra cinque giorni. Cray è agitato perché il suo staff non riesce a mettersi in contatto con K7, il primo giocatore in classifica. Attraverso una telecamera trovata addosso a Smoking Mirror l'MI6 ha la prova che Gregorovitch si trova a Londra ed è stato lui a uccidere l'hacker.
Alex incontra nuovamente Smithers e si fa mostrare l'organigramma della società di Cray. Il giovane riconosce Charlie Roper, il responsabile delle pubbliche relazioni e dei media, perché aveva visto una sua fotografia sulla scrivania del padre di Sabina. Grazie all'aiuto di Tom, che fa suonare l'allarme antincendio nella sede della società di Cray, Alex riesce a vedere Roper e gli spiega che il suo datore di lavoro non è chi dice di essere. Dapprima Roper sembra non dare peso alle parole di Alex, tuttavia decide di dargli fiducia e gli propone di spacciarsi per K7 e venire all'anteprima di Feather Serpent 2. Smithers orienta le indagini dell'M16 su Cray, affermando che potrebbe essere lui l'obiettivo di Gregorovitch, anche perché il miliardario sta organizzando una cena di gala a cui parteciperà la presidente degli Stati Uniti, la cui campagna elettorale ha avuto tra i principali finanziatori proprio Cray. La signora Jones capisce che Smithers non può aver ottenuto queste informazioni da solo, inducendolo a confessare che è stato Alex a fornirgliele.
Alex partecipa allo streaming, venendo sfidato da Damien Cray a provare il videogioco in realtà immersiva. Nonostante le sue preoccupazioni sull'interpretare il ruolo di videogiocatore professionista, Alex se la cava piuttosto bene e indispone Cray, il quale aumenta il livello di difficoltà allo scopo di fargli del male. Alex distrugge la console e scappa, non prima di aver sottratto a Cray la copia esclusiva di Feather Serpent 2. La fuga di Alex è teleguidata dal vero K7 che gli dà le istruzioni per seminare la sicurezza, restando sorpreso quando scopre che K7 è in realtà Kyra, la ragazza conosciuta a Point Blanc. Cray è raggiunto da Gregorovitch che gli chiede ragguagli sul ragazzino protagonista della serata. Quando scopre che è Alex, Gregorovitch dice a Cray di non preoccuparsi.

## Minacce
- Titolo originale: Threats
- Diretto da: Jon Jones
- Scritto da: Guy Burt

### Trama
Cray rientra nella sua lussuosa tenuta, dove rivive il giorno in cui da bambino trovò il fratello morto per overdose. L'MI6 chiede a Byrne di annullare la visita della presidente degli Stati Uniti a Londra, data la situazione di pericolo che corre a causa della presenza di Gregorovitch. Byrne replica che ciò non è assolutamente possibile, altrimenti l'opinione pubblica capirebbe che qualcosa non va, e chiede spiegazioni a proposito della presenza di Alex sulla scena del delitto di Smoking Mirror. Nel frattempo, Cray ordina alla fidata assistente di avviare un'indagine interna per scoprire chi è la talpa che ha introdotto il finto K7 all'anteprima del videogioco. Il capo di Jack le comunica che è in lizza per un posto a tempo indeterminato nello studio, ma questo significa dover competere con il collega Dan. Roper spiega a Sabina che Alex le ha raccontato la verità quando diceva di essere una spia.
Il codice di Feather Serpent 2 è bloccato. Kyra ha bisogno della potenza di molti computer per riuscire a decrittarlo. L'unica possibilità è quindi introdursi a scuola, dopo che la ragazza ha provocato un blackout che costringe l'istituto alla chiusura. In attesa che gli elaboratori facciano il loro compito, Alex è prelevato da un emissario della MI6 perché Blunt gli vuole parlare. Pur ammettendo che su Gregorovitch aveva ragione lui, Blunt esorta nuovamente Alex a tornare alla sua vita normale, sottolineando come stia mettendo a rischio l'operazione. Gregorovitch è infatti membro della potente società Scorpia, il cui scopo è rovesciare i governi per instaurare regimi compiacenti, e ci sono fondati sospetti che il prossimo obiettivo sia la presidente degli Stati Uniti. La decrittazione di Feather Serpent 2 non è risolutiva, in quanto il codice sembra far presagire che ci sia ben altro dietro il semplice videogioco. L'unica possibilità è accedere al server principale che si trova ad Amsterdam. Rientrando a scuola, Alex comunica a Tom e Kyra che Blunt gli ha detto di lasciar perdere tutto. In realtà, il ragazzo è consapevole che l'MI6 gli ha attaccato addosso svariati microfoni, quindi ha scritto sulla lavagna che devono partire per Amsterdam. L'MI6 vuole mettere Cray sotto protezione, ma l'uomo è assolutamente determinato nel non rinviare la cena di beneficenza, pensata come evento in memoria del fratello morto.
Quando si accorgono che Alex si è preso gioco di loro, distribuendo i microfoni ad alcuni compagni di scuola che li hanno depistati, Smithers e la signora Jones accorrono a scuola. Alex, Tom e Kyra se ne sono già andati e sulla lavagna ci sono tracce della loro conversazione nascosta, dove decidono di andare ad Amsterdam. Cray ha scoperto che il traditore è Roper. Anziché smascherarlo subito, Cray gli dice di volerlo al suo fianco negli ultimi preparativi in vista dell'uscita di Feather Serpent 2.

## Rapine
- Titolo originale: Heist
- Diretto da: Jon Jones
- Scritto da: Guy Burt

### Trama
Jones e Smithers tengono nascosto a Blunt che sanno dove si trovano Alex e i suoi amici. Jack e Dan sono mandati a trattare con la fondazione di Cray, determinato a chiudere l'acquisizione di East London entro la cena con la presidente degli Stati Uniti. Nella convinzione che il nemico possa annidarsi all'interno, l'MI6 vuole passare al setaccio tutti gli addetti alla sicurezza che saranno di servizio alla cena. Sean Palmer, il capo della sicurezza di Cray, si mostra collaborativo nel fornire tutte le credenziali dei propri uomini. Fiutando il pericolo che Cray sta correndo, Gregorovitch gli suggerisce di recarsi ad Amsterdam. Il miliardario porta con sé Roper, iniziando ad affrontare la questione del suo tradimento. Cray lo invita a decidere se continuare a essere al suo fianco, lottando per rendere il mondo un posto migliore, oppure andarsene.
Alex, Tom e Kyra sono arrivati ad Amsterdam, nascondendosi in un ostello a buon mercato. Mentre Tom sta all'esterno della struttura in cui sono ospitati i server di Cray a fare il palo, Tom e Kyra si introducono all'interno attraverso i badge dirigenziali abilmente clonati dalla ragazza. Riusciti a entrare, Alex e Kyra trovano delle casse di spedizione prioritaria a Londra, contenenti delle tute anticontaminazione. Nel frattempo, l'MI6 identifica un movimento di denaro sospetto effettuato sul conto corrente di un certo Thomas Ashton, la cui abitazione si trova poco distante dalla tenuta di Cray. Gli agenti trovano un arsenale e un documento d'identità che identifica Thomas Ashton in Sean Palmer. Costui viene arrestato. La scoperta è però dovuta a Gregorovitch, il quale ha effettuato il movimento da 6,5 milioni con il preciso intento di far scoprire Ashton.
Nei server di Amsterdam Kyra riesce a estrarre un codice di programmazione segreto, ma ci vogliono diversi minuti per copiarlo. Tom allerta gli amici che sta arrivando la macchina con a bordo Cray e Roper. Quest'ultimo comunica al capo che ha scelto di abbandonarlo, allarmanto per il suo delirante piano che costituisce un serio pericolo per l'umanità. Quando vede Cray estrarre una pistola per uccidere Roper, Alex manda all'aria il suo nascondoglio e viene catturato da Cray. Costui non desiste dal proposito iniziale e uccide Roper, così da potersi occupare di Alex.

## Assassino
- Titolo originale: Assassin
- Diretto da: Jon Jones
- Scritto da: Guy Burt

### Trama
Vedendo che Alex e Kyra non stanno uscendo, Tom telefona a Jack per avvisarla che i ragazzi sono in pericolo. Jack si intrufola nell'ufficio del capo programmatore di Cray, vale a dire la sua assistente che in quel momento si trova in Olanda con il capo, e spedisce una email collettiva per annunciare che il lancio di Feather Serpent 2 è cancellato. Questo diversivo costringe Cray a disinteressarsi momentaneamente di Alex e Kyra, dando loro modo di fuggire. Dopo aver registrato un videomessaggio di smentita sulla cancellazione del videogioco, Cray pilota un drone con mitragliatrice all'inseguimento dei due ragazzi. Usciti illesi dagli spari, Alex e Kyra raggiungono Tom e tutti insieme si rifugiano dentro una grande serra. Cray riesce a farci entrare il drone, ma Alex ha recuperato un tubo che usa per neutralizzarlo. A questo punto Cray capisce che Alex non è affatto il ragazzino sprovveduto che pensava, mosso dall'intento di vendicare il tentato omicidio di Ed, ma un agente addestrato da qualcuno.
I ragazzi rientrano a Londra nell'esatto momento in cui atterra l'Air Force One con a bordo la presidente degli Stati Uniti Walker. Dan riferisce al superiore cosa ha combinato Jack, poiché la sua mossa ha causato l'allontanamento di tutto il personale esterno all'interno dell'edificio di Cray e, di conseguenza, ha fatto saltare la trattativa per l'acqusizione della comunità East London. Comunque Jack è ben felice di essere licenziata, accusando il superiore di aver tradito la missione del loro studio che era aiutare le persone più fragili, non certo i miliardari come Cray. Alex incontra la signora Jones, consegnandole il codice di Feather Serpent 2 e ragguagliandola sulle scoperte fatte ad Amsterdam. Intanto, Gregorovitch si traveste da dottore e chiede a Sabina di seguirlo fuori dalla stanza di Ed.
Rientrato a casa, Alex riceve una telefonata da Cray che rivuole indietro un oggetto sottratto dal ragazzo in Olanda. Si tratta dell'impronta di un dito, a suo dire di vitale importanza. Cray mostra ad Alex che ha rapito Sabina e lo avverte che, se non seguirà le sue indicazioni, ucciderà la ragazza.

## Strike
- Titolo originale: Strike
- Diretto da: Jon Jones
- Scritto da: Guy Burt

### Trama
Alex raggiunge il punto concordato da Cray. Ad accoglierlo trova Gregorovitch che gli rivela di essere stato a lui a uccidere suo zio. Cray incassa ciò che voleva, l'impronta del dito che afferma essere della presidente Walker, ma si rimangia la promessa di restituire Sabina perché intende uccidere entrambi. Gregorovitch ferma Cray, svelandogli che Alex è una spia dell'MI6 e lavora per Blunt, quindi sarebbe un tragico errore eliminarlo. Cray decide di lasciare Alex in cella, portando con sé Sabina per completare il suo folle piano. Intanto, Byrne si accorge di aver perso i contatti con i due agenti della sua scorta che erano stati assegnati a Cray, il che significa che il miliardario è a piede libero. Jones riesce a farle capire che Cray non è affatto il bersaglio da tutelare, bensì la minaccia che sta mettendo tutto il mondo in pericolo. Byrne si vede costretta a ordinare l'evacuazione immediata della presidente Walker, appena arrivata nella tenuta di Cray. La signora Jones inveisce contro Blunt, il cui irragionevole astio nei confronti di Alex li ha condotti a questa situazione, non avendo mai voluto vedere che era Cray il cattivo.
Alex riesce a liberarsi dalla prigionia e, attaccandosi a uno dei camion della scorta di Cray, raggiunge l'aeroporto in cui è fermo l'Air Force One. Indossando una tenuta antigas, Alex si introduce nella squadra di Cray che dà l'ordine di salire a bordo dell'Air Force One, avendovi accesso grazie all'impronta di Walker. Kyra e Smithers capiscono qual è l'obiettivo di Cray. Il lancio di Feather Serpent 2 serve a far collegare milioni di utenti in contemporanea, generando un supercomputer capace di hackerare qualsiasi sistema. Cray può così violare il Pentagono e avere accesso ai codici nucleari della presidente americana, ordinando attacchi in alcuni Paesi del mondo che causerebbero oltre un milione di morti. Scorrendo la lista dei bersagli, Kyra si accorge che trattasi dei principali Paesi produttori della droga. Questo significa che l'obiettivo di Cray è estirpare il business dei narcotici dalla faccia della Terra, vendicando così la morte di suo fratello. Utilizzando un ologramma, Cray finge che la presidente Walker intende autorizzare gli attacchi nucleari. Riuscito a sbarazzarsi delle guardie di Cray, Alex riesce ad arrivare giusto nel momento in cui è stato autorizzato il primo attacco. Nella sparatoria che ne consegue Gregorovitch rimane gravemente ferito, mentre Cray si appresta a uccidere Alex. Da terra Gregorovitch riesce a colpire Cray, uccidendolo. Alex brama di poter finire Gregorovitch, vendicando lo zio, però il russo balbetta di potergli dire tutta la verità sul suo conto, rantolando che deve cercare la vedova Scorpia. Il ragazzo però è costretto a dare priorità agli attacchi nucleari, riuscendo a mettersi in contatto con il Pentagono prima che possa accadere l'irreparabile. Non appena la minaccia è stata scongiurata, Alex si gira verso il punto in cui giaceva a terra Gregorovitch e vede soltanto una macchia di sangue, con l'uomo sparito.
La signora Jones si presenta a casa di Alex per consegnare una serie di certificati a Jack. La ragazza ottiene la cittadinanza britannica, il che significa che non dovrà più preoccuparsi della sua permanenza nel Regno Unito, ottenendo inoltre la piena ed esclusiva tutela di Alex. Questo è l'unico modo con cui l'MI6 può ringraziare Alex, non potendo farlo pubblicamente per mantenerne l'anonimato. Jack vuole festeggiare, proponendo ad Alex e Tom di scegliere la meta del loro prossimo viaggio. Ripensando alle parole di Gregorovitch, Alex risponde di sapere dove vuole andare: alla ricerca di Scorpia.